# Restaurante Escondidinho

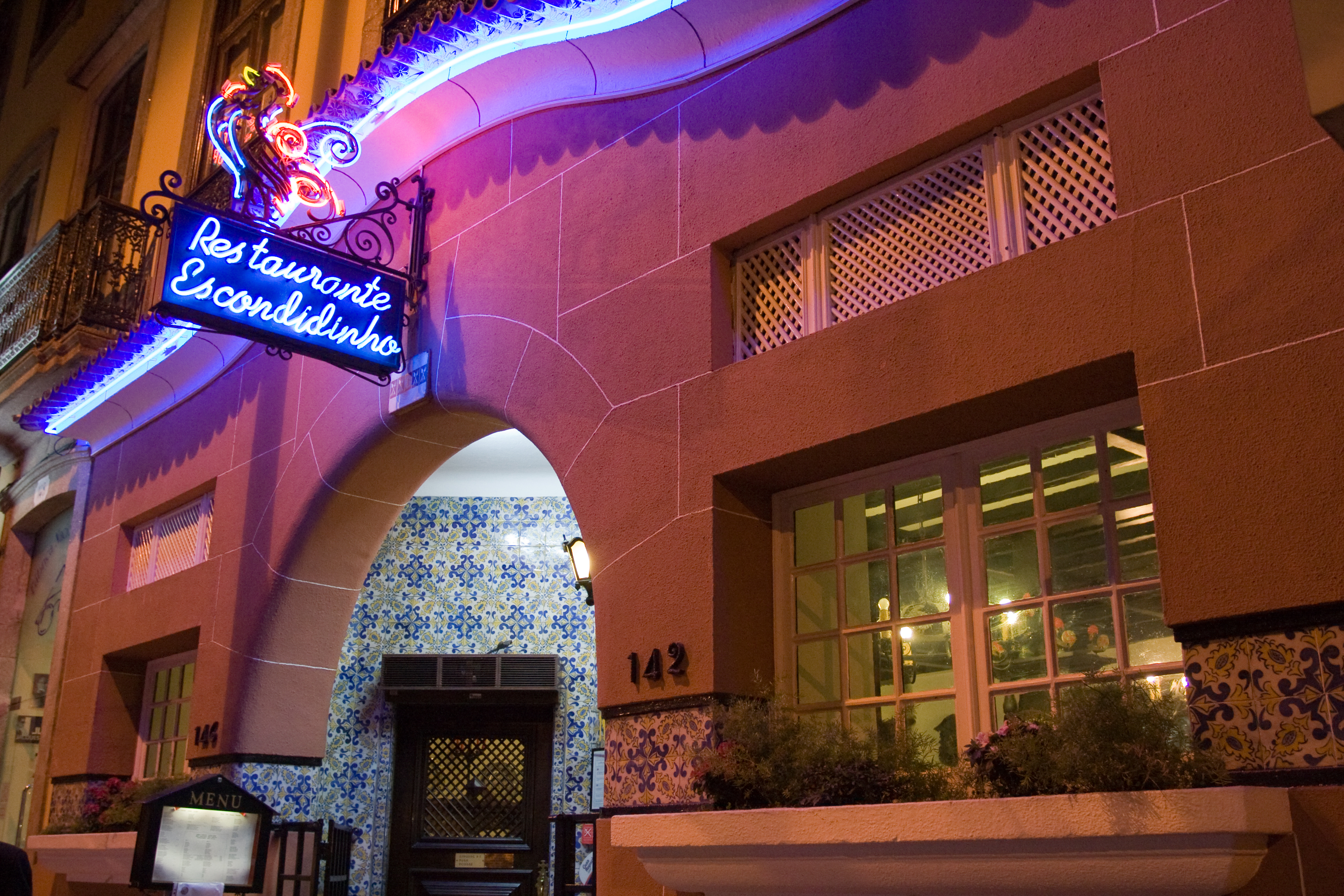

O Escondidinho é um tradicional restaurante da cidade portuguesa do Porto, localizado à Rua de Passos Manuel, freguesia de Santo Ildefonso.

## História
O industrial António Joaquim da Silva abriu "O Escondidinho" em 12 de dezembro de 1931. O projeto foi de autoria de Manuel Marques e Amoroso Lopes, discípulos do arquiteto Marques da Silva. Modelada segundo o estilo das velhas casas solarengas do norte de Portugal, a sala de jantar, reproduz na sua traça, o aconchegado conforto das residências do século XVIII, a que não falta, sob os tetos apainelados, a pujança ornamental das antigas faianças portuguesas e os vistosos lambris cerâmicos.
Seguiu-se na gerência Joaquim Araújo e Amarílio Barbosa, tendo ambos conseguido dar continuidade ao mais apurado bom-gosto da ementa do restaurante até aos dias de hoje.
Foi o primeiro restaurante português a ser distinguido com duas estrelas Michelin, em 1936.

## Clientes
"O Escondidinho" sempre teve a fama da sua clientela selecionada, que se mantém até aos dias de hoje, acrescentada de muitos turistas que ali procuram a excelência da cozinha do norte de Portugal. O Rei Juan Carlos, na altura príncipe, ali esteve numa das suas passagens pelo Porto. O futuro Rei passou grande parte da sua juventude no Estoril, devido ao exílio do seu pai Conde de Barcelona em Portugal. Por ali passaram também políticos, banqueiros e industriais. Francisco Sá Carneiro era um cliente habitual e tinha mesa reservada para depois do comício no Coliseu, na fatídica noite de 4 de dezembro de 1980.